# Анно (коммуна)
Анно́ (фр. Annot, окс. Anòt) — коммуна во Франции, находится в регионе Прованс — Альпы — Лазурный Берег. Департамент коммуны — Альпы Верхнего Прованса. Административный центр кантона Анно. Округ коммуны — Кастелан.
Код INSEE коммуны — 04008.

## Население
Население коммуны на 2008 год составляло 1028 человек.
| 1962 | 1968 | 1975 | 1982 | 1990 | 1999 | 2008 |
| ---- | ---- | ---- | ---- | ---- | ---- | ---- |
| 920  | 746  | 859  | 1035 | 1053 | 988  | 1028 |

## Экономика
В 2007 году среди 649 человек в трудоспособном возрасте (15—64 лет) 448 были экономически активными, 201 — неактивными (показатель активности — 69,0 %, в 1999 году было 71,3 %). Из 448 активных работали 411 человек (229 мужчин и 182 женщины), безработных было 37 (15 мужчин и 22 женщины). Среди 201 неактивного 38 человек были учениками или студентами, 80 — пенсионерами, 83 были неактивными по другим причинам.

## Достопримечательности
- Мост через реку Ваир, длина — 34 м, ширина — 3,5 м. Построен на месте старого моста, который был смыт в 1676 году
- Мэрия XVII века
- Отель Дьё (XVII век)
- Приходская церковь Св. Иоанна Крестителя (старая церковь Сен-Пон)
- Часовня Нотр-Дам-де-Вер-ла-Виль (XII—XIII века)
- Ораторий, исторический памятник
- Церковь Сен-Пьер-о-Льен (XVII век)
- Часовня Св. Анны

## Фотогалерея

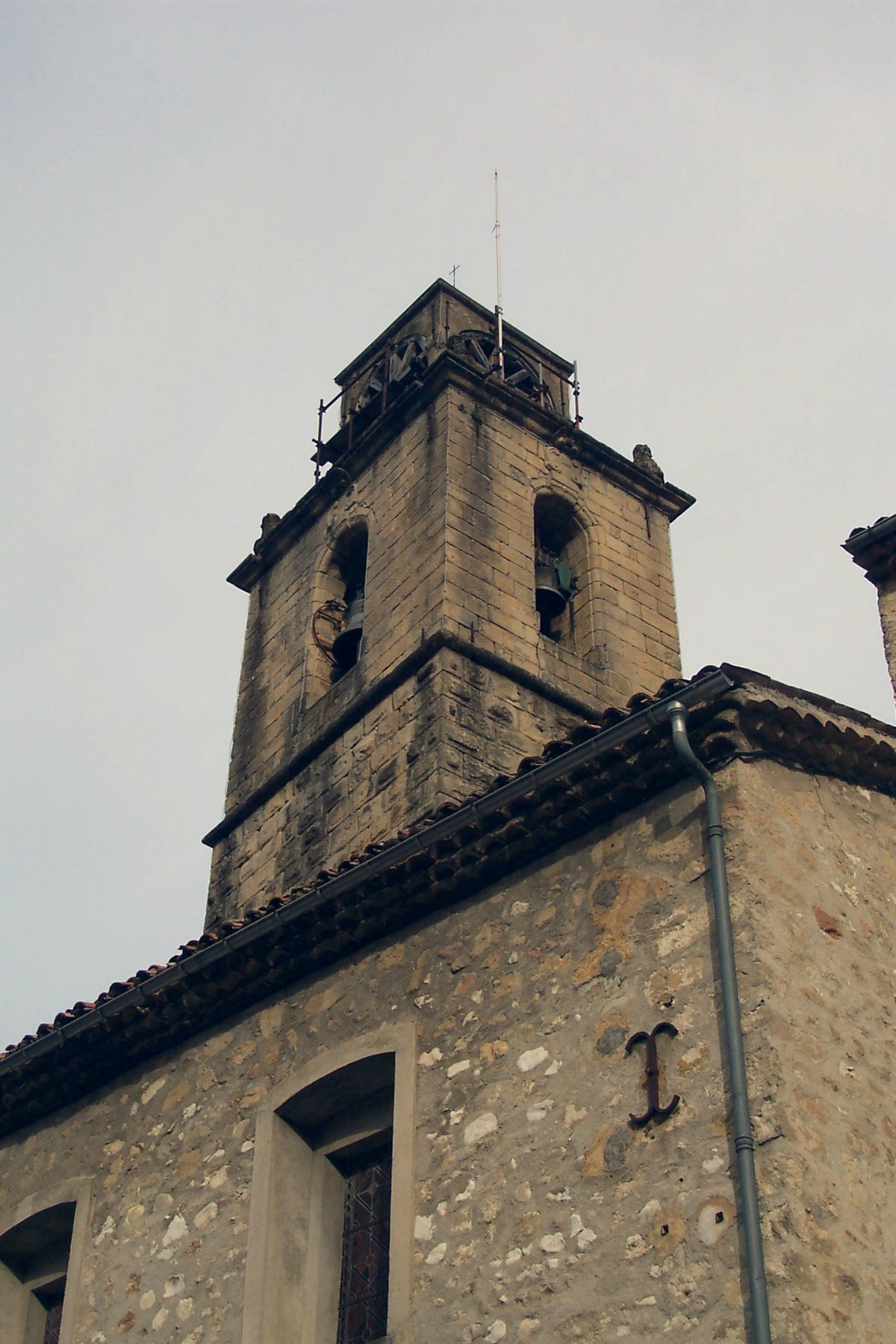
Колокольня церкви
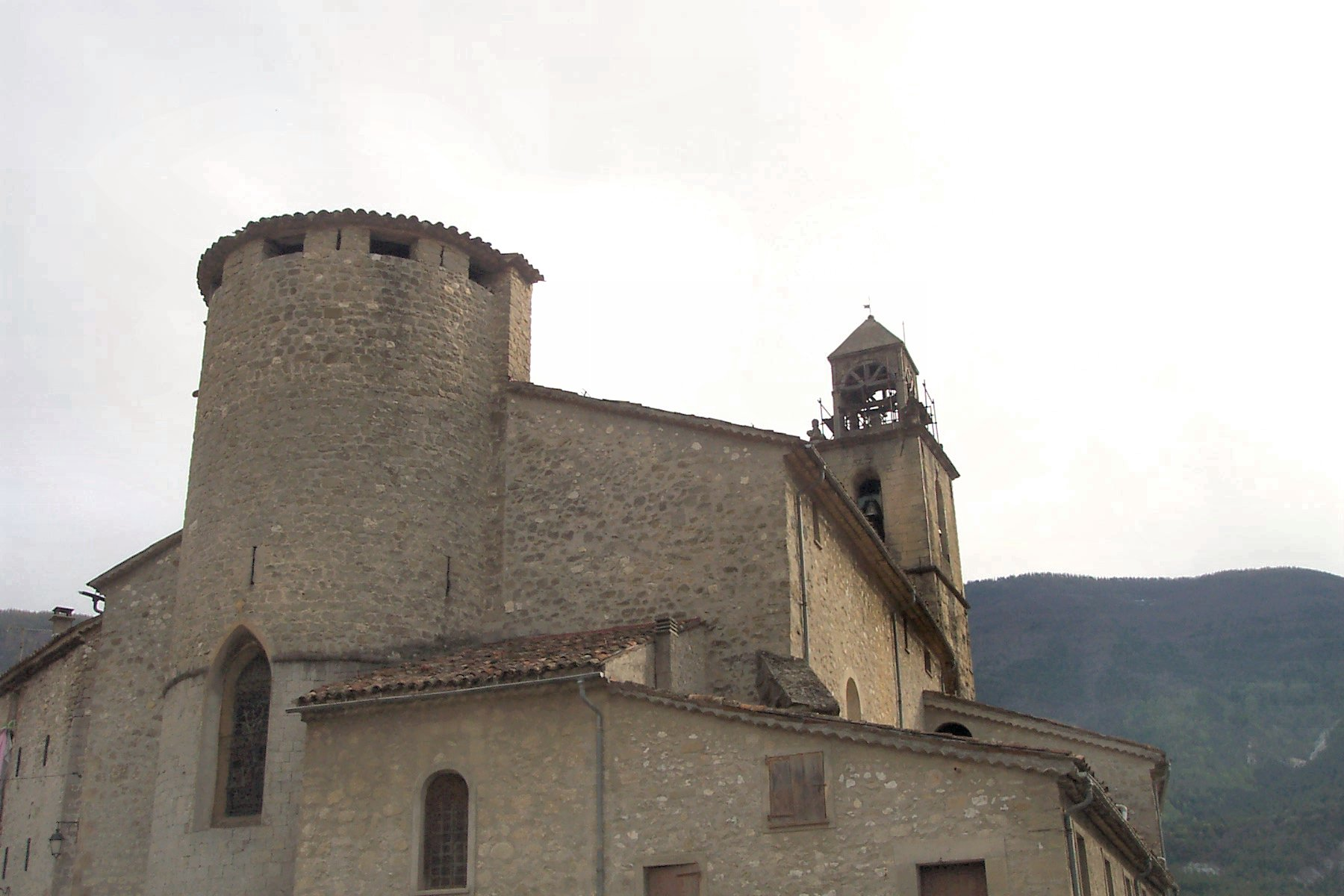
Церковь
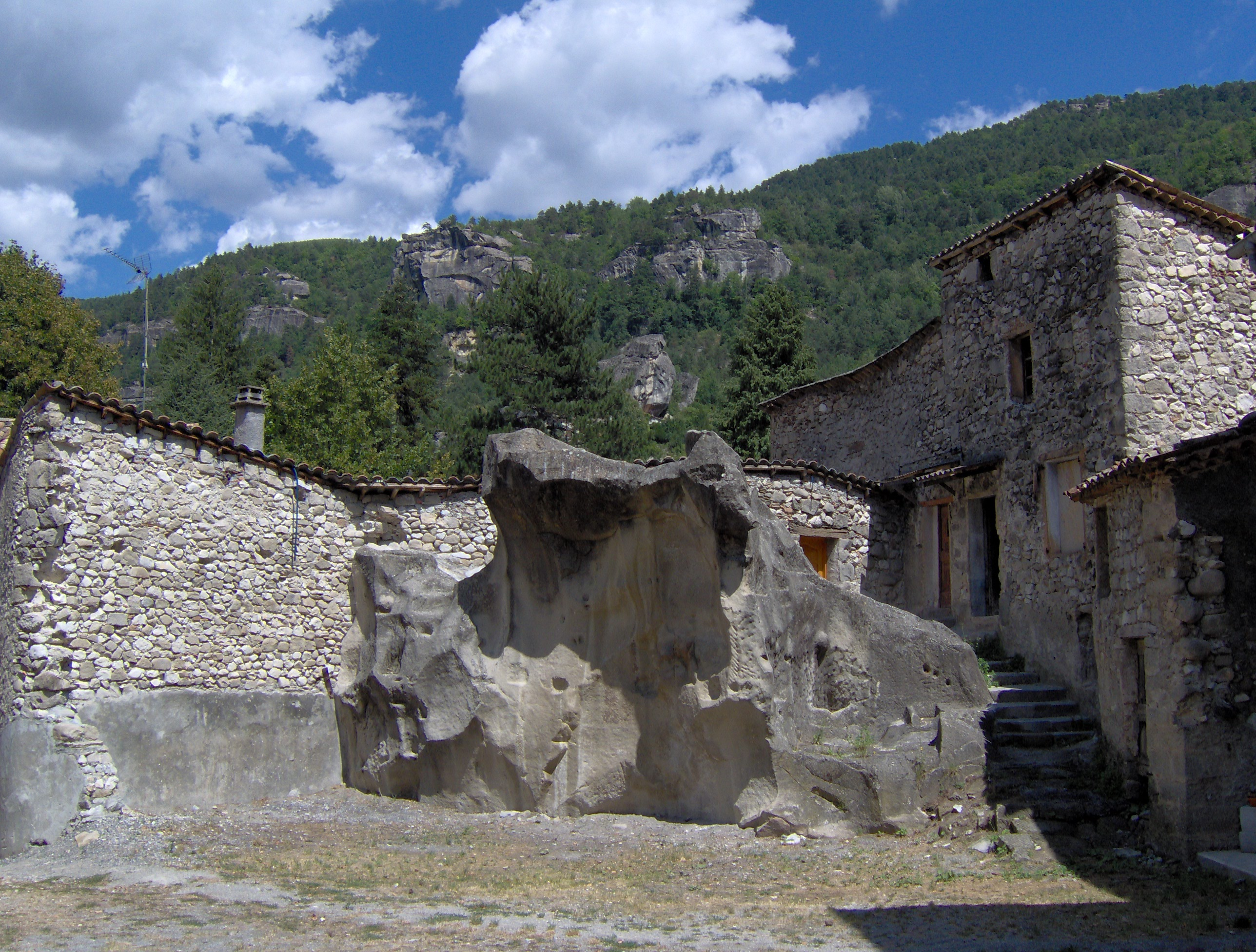
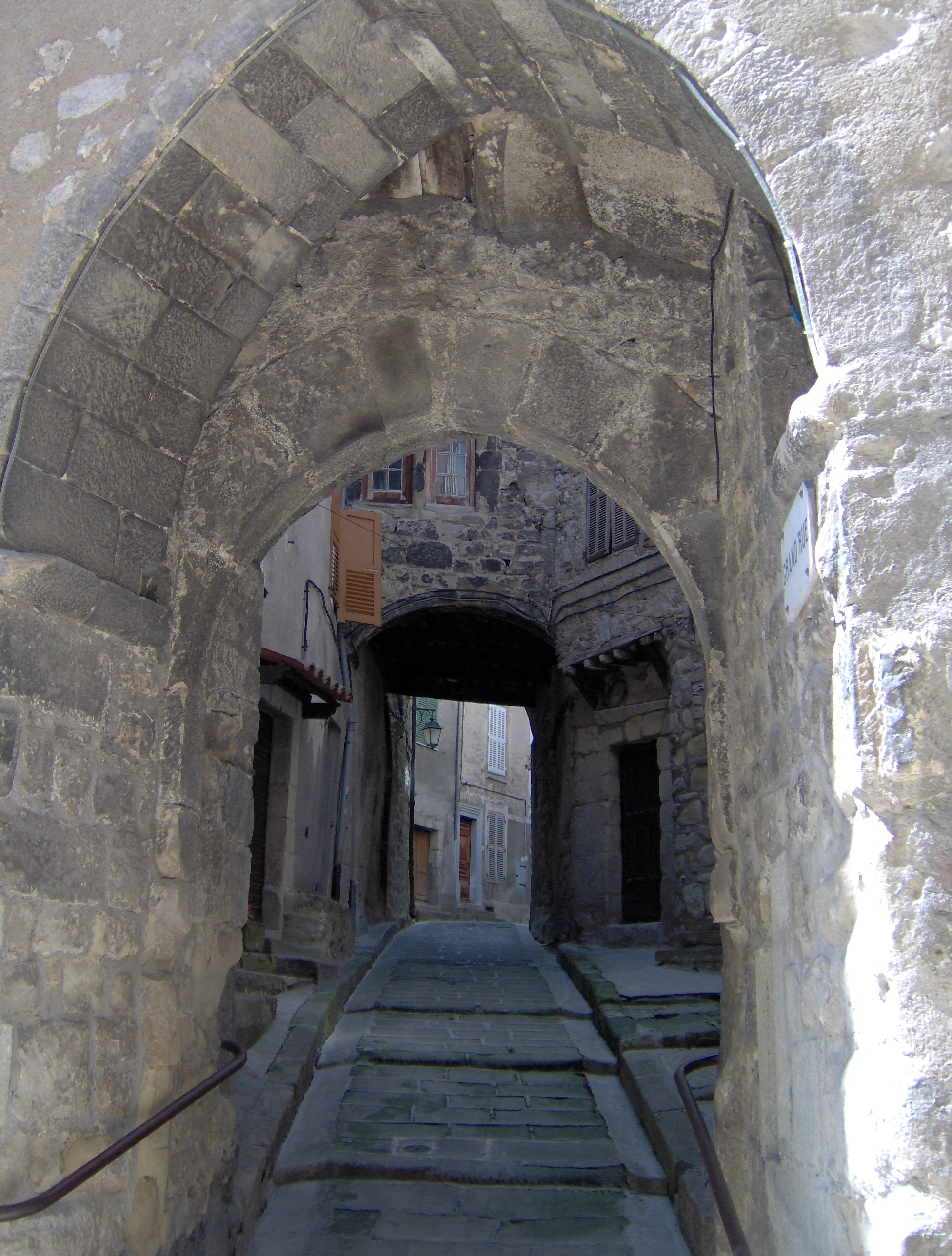
Главная улица старого Анно